# Єфімов Олег Олександрович
Оле́г Олекса́ндрович Єфі́мов — старший солдат Збройних сил України.
Станом на березень 2017-го — старший механік-водій, 19-та окрема ракетна бригада.

## Нагороди
8 вересня 2014 року — за особисту мужність і героїзм, виявлені у захисті державного суверенітету та територіальної цілісності України, вірність військовій присязі під час російсько-української війни, відзначений — нагороджений орденом «За мужність» III ступеня.